# Problema das 3 Partições

O Problema das 3 Partições é um problema NP-completo na Ciência da Computação.  O problema serve para decidir quando um dado multiconjunto de inteiros pode ser particionado em triplas onde todas têm a mesma soma.  Mais precisamente, dado um multiconjunto S de n = 3m inteiros positivos, S pode ser particionado em m sunconjuntos S1, S2, …, Sm  tal que a soma dos números em cada subconjunto seja igual?  Os subconjuntos S1, S2, …, Sm devem formar uma  partição de S de forma que eles sejam disjuntos e que eles cobrem S.  Seja B a soma (desejada) de cada subconjunto Si, ou equivalentemente, a soma total dos números em S ser m B.  O problema das 3 partições é NP-completo pois cada inteiro de S está estritamente entre B/4 e B/2.  Nesse caso, cada subconjunto Si é obrigado a conter exatamente três elementos (uma tripla).
O problema das 3 partições é similar ao problema da partição, o qual está relacionado como o problema da soma dos subconjuntos. Nesse problema, o objetivo é particionar S em dois subconjuntos com somas iguais. No problema das 3 partições, o objetivo é de particionar S em m subconjuntos (ou n/3 subconjuntos), não apenas três subconjuntos, com a soma igual.

## NP-Completude Forte
O problema das 3 partições permanece NP-Completo mesmo quando os números em S são delimitados por uma entrada polinomial n. Em outras palavras, o problema permanece NP-completo mesmo quando os números da entrada são representados em unário. i.e., o problema das 3 partições é NP-Completo Forte.  Essa propriedade, e o problema das 3 partições em geral, é útil em várias reduções onde números são naturalmente representados em unário.  Por outro lado, o problema da partição só é considerado NP-Completo quando os números são representados em binário e possuem valor exponencial n.

## Descrições
Garey e Johnson (1975) provaram originalmente que o problema das 3 partições é NP-Completo a partir de uma redução do problema da compatibilidade tri-dimensional. A referência clássica de Garey e Johnson (1979) descreve uma prova de NP-Completude, reduzindo de compatibilidade tri-dimensional para 4 partições e, assim, para 3 partições.  O Problema das 4 Partições é uma analogia ao problema das 3 partições, onde o objetivo é de particionar um dado conjunto S em quadras com a mesma soma: mais precisamente, a diferença é que S agora consiste de n = 4m números inteiros, cada um estritamente entre B/5 e B/3.